# Adenosma bilabiata
Adenosma bilabiata är en grobladsväxtart som först beskrevs av William Roxburgh, och fick sitt nu gällande namn av Elmer Drew Merrill. Adenosma bilabiata ingår i släktet Adenosma och familjen grobladsväxter. Inga underarter finns listade i Catalogue of Life.